# Medalla de Honor (Ingenieros de Caminos)
La Medalla de Honor de los Ingenieros de Caminos es una medalla que se otorga a ingenieros de caminos que hayan destacado de forma relevante con carácter público y notorio, o que han realizado actuaciones profesionales de incuestionable mérito o prestado servicios destacados a la profesión. 
Esta medalla es entregada por el Colegio de Ingenieros de Caminos Canales y Puertos de España.

## Lista de galardonadas
- Carmen de Andrés Conde (2009)[2]

## Lista de galardonados
- Enrique Alarcón Álvarez
- Pedro Aguilar Martínez de la Vega
- Miguel Aguiló Alonso
- José M. Aguirre González
- Mariano Aisa Gómez
- Enrique Aldama y Miñón
- José Luis Alfaro Lizcano
- José María Alonso Biarge
- Alfonso Álvarez Martínez
- Francisco Álvarez-Cascos Fernández
- Jaume Amat Curto
- Juan Amigó de Lara
- Miguel Antoñanzas Alvear
- Gines Aparicio Soto
- Francisco J. Arbeloa Rivera
- Pedro Areitio Rodrigo
- Pedro Areitio Toledo
- Juan de Arespacochaga y Felipe
- Francisco Arredondo y Verdú
- Urbano Arregui Meredíz
- Vicente Aycart Benzo
- Joaquín Ayuso García
- Félix Azpilicueta Viguera
- Rodrigo Baeza Seco
- Manuel Barragán Sebastián
- José Manuel Barrena de Valenciano
- Modesto Batlle Girona
- Joaquín Bau Carpi
- Carmelo Bengoetxea Usategui
- Luis Berga Casafont
- Eustaquio Berriochoa Elgarresta
- Fernando Bilbao Ezquerra
- Jesús Aquilino Bobo Muñoz
- Fco. Javier Borras y Gabarro
- José Mª Bovio Fernández
- Guillermo Bravo Guillén
- Juan Brotons Pazos
- Luis Bueno Gil
- Pablo Bueno Sainz
- Pablo Bueno Tomás
- José Burguera y Dolz del Castellar
- José Calavera Ruiz
- Víctor Calvo-Sotelo Ibáñez-Martín
- José F. Cámara Rica
- Alejandro del Campo Aguilera
- Ángel del Campo y Francés
- Isidoro Cano de la Torre
- Adolfo Cañas Barrera
- César Cañedo-Argüelles Torrejón
- Vicente Cariñena Castell
- Raúl Carral Sampedro
- José de Castro Gil
- Emilio Cebamanos Jarreta
- Raúl Celestino Gómez
- Ramiro Cercós Pérez
- César Cimadevilla Costa
- Juan R. de Clascá Marín
- Antonio Colino Martínez
- Fausto Comenge Ornat
- Juan M. Compte Guinovart
- Ángel Corcóstegui Guraya
- Rafael Couchoud Sebastiá
- Félix Cristóbal Sánchez
- Emeterio Cuadrado Díaz
- Vicente Delgado de Molina y Julia
- Benito Díaz y Díaz de la Cebosa
- Domingo Díaz-Ambrona Moreno
- José Luis Díaz-Caneja Burgaleta
- Luis Díaz-Caneja Pando
- Manuel Díaz-Marta Pinilla
- Enrique Díaz-Rato Alonso
- Eduardo Díaz-Río Lavandera
- José Javier Dombriz Lozano
- Eloy Domínguez-Adame Cobos
- Albert Dou Mas de Xexas
- Pedro Durán Farell
- Antonio Durán Tovar
- Manuel Elices Calafat
- José M. Entrecanales de Azcarate
- Luis Errazquin Caracuel
- Carlos Manuel Escartín Hernández
- Ignacio Eyries García de Vinuesa
- Martín Eyries Valmaseda
- Gabriel Faci Iribarren
- José Andrés Fernández Durán
- Rafael Fernández Sánchez
- Mariano Fernández-Bollo Toral
- Eloy Fernández-Valdés Rodríguez
- José M. Fluxá Ceva
- Carlos Funes Palacios
- Tomas Pablo Galán Ortega
- Luis Galguera Álvarez
- Vicente García Álvarez
- Ignacio García-Arango Cien
- Pablo García-Arenal Rubio
- Antonio García Coma
- Santiago García de Vinuesa y Garrido
- José María Garnica Navarro
- Carlos Gasca Allué
- José Gascón y Marín Pérez
- Antonio Gens Solé
- Luis Genua Sansinenea
- Roque Gistau Gistau
- Federico Goded Echeverría
- Fco. Javier Goicolea Zala
- Pedro Daniel Gómez González
- Manuel Gómez de Pablos y González
- Agustín Gómez Obregón
- José M. González Rueda
- José Luis González Vallvé
- Juan Gonzalo y Vara
- Tomás Gudín Fernández
- Juan Guillamón Álvarez
- Federico Gutiérrez-Solana Salcedo
- Miguel Ángel Hacar Benítez
- Guillermo Heras Sabariegos
- Santiago Hernández Fernández
- Manuel Hernández del Toro
- José Manuel Herrero Marzal
- Amalio Hidalgo Fernández-Cano
- Pablo Iglesias Atocha
- Ramón Inaraja Arizti
- Jesús Iribarren Negrao
- Jesús Iribas de Miguel
- José Jiménez Suárez
- Juan Jodar Martínez
- Luis Laorden Jiménez
- Juan Fco. Lazcano Acedo
- Francisco Ledesma García
- Joaquín Lefler Pino
- Justo Llácer Barrachina
- José M. Llanso de Viñals
- Miguel A. Llauger Llull
- José Llorca Ortega
- Manuel Lombardero Soto
- Julián López Babier
- Antonio López Corral
- José María López de Letona y Núñez del Pino
- Honorato López Isla
- Florentino López Isturiz
- Juan José López Martos
- Luis López Peláez
- Ricardo López Perona
- Andrés López Pita
- Miguel A. Losada Rodríguez
- José M. Loureda Mantiñán
- Francisco Lozano Vicente
- Pere Macías Arau
- Manuel Manrique Cecilia
- Fco. Javier Manterola Armisén
- José Luis Manzanares Japón
- José Luis Marín Balda
- Manuel Martín Antón
- Francisco Javier Mart
- José María Martín Mendiluce
- Diego Martínez Boudes
- Marciano Martínez Catena
- Antonio Martínez Cattáneo
- Rafael Martínez Díez-Canedo
- Felipe Martínez Martínez
- José María Mayor Oreja
- José Medem Sanjuán
- Fernando Mejón Zarraluqui
- Manuel J. Melis Maynar
- Carlos Mendoza Gimeno
- Faustino Menéndez-Pidal de Navascues
- Juan Miquel Canet
- Ramón Molezún Rebellón
- Juan Molins Amat
- Salvador Montagut Cuadrat
- Vicente Mortes Alfonso
- Julián Muñoz Benito
- Victoriano Muñoz Oms
- Carlos Nárdiz Ortiz
- Mariano Navas Gutiérrez
- Manuel Niño González
- Casto Nogales Olano
- Tomás Notario Vacas
- José Enrique Ocejo Rodríguez
- Isidro Olivares Ariza
- Antonio L. Ortuño Alcaraz
- Fernando Osorio Páramo
- Alfredo Páez Balaca
- Mariano Palancar Penella
- Fernando Palao Taboada
- Juan Manuel Páramo Neyra
- Jacinto Pellón Díaz
- Fco. Javier Peña Abizanda
- Rodolfo Pérez Guzmán
- Santiago Pérez-Fadón Martínez
- Enrique Pérez-Galdós Menéndez-Ormaza
- Florentino Pérez Rodríguez
- René Petit y de Ory
- Rafael del Pino y Calvo-Sotelo
- Rafael del Pino y Moreno
- Jesús María Posada Moreno
- Florencio del Pozo Frutos
- José A. Pradera Jáuregui
- José Ángel Presmanes Rubio
- Agustín Presmanes de la Vega Hazas
- Enrique Prieto Carrasco
- Silvio Requena Rahola
- José Luis Ripoll García
- Luis Fernando del Rivero Asensio
- Jesús Roa Baltar
- Carlos Roa Rico
- Gabriel Roca Garcías
- Fernando Rodríguez Pérez
- José Manuel Roesset Vinuesa
- Manuel Romillo Gómez
- José Rubió Bosch
- Javier Rui-Wamba Martija
- Ernesto Rumeu de Armas
- Jaime Sabater Albafull
- Clemente Sáenz Ridruejo
- Fernando Sáenz Ridruejo
- César Sagaseta Millán
- Manuel Sainz de los Terreros
- Jerónimo Sáiz Gomila
- Vicente Sánchez Gálvez
- Salvador Sánchez-Terán Hernández
- Gonzalo Sancho de Ibarra
- Alfredo Sanféliz Baeza
- Concepción de Santa Ana Fernández
- Florentino Santos García
- Fernando Sarasola Sancho
- Íñigo de la Serna Hernáiz
- Antonio Serrano Rodríguez
- Albert Serratosa Palet
- Clemente Solé Parellada
- Rafael Soler Boix
- Rafael Soler Gaya
- Vicente Soto Ibáñez
- Fernando Spagnolo de la Torre
- Carlos Torres Padilla
- José A. Torroja Cavanillas
- Joaquín Tosas Mir
- Julián Trincado Settier
- Mateo Turró Calvet
- Alipio Uriarte y Zamacona
- Fco. Javier Urquía Zaldua
- Jesús María Usechi Santamaría
- Antonio Valdés González-Roldán
- José Valín Alonso
- Eugenio Vallarino y Canovas del Castillo
- Albert Vilalta González
- Francisco Vilaró Rigol
- Toribio Villalobos Casado
- E. Jesús Villanueva Fraile
- Juan-Miguel Villar Mir
- Guillermo Visedo Navarro
- Manuel Vizcaíno Alcalá
- Ignacio Yarza Uranga